# ボディパンプ
ボディパンプ（英語: BODYPUMP™）は、レズミルズプログラムの一種で、バーベルを使用し、低負荷高回数のウエイトトレーニングを行う有酸素運動を主体としたスタジオレッスンプログラムである。

## 概要
- ボディパンプは軽量バーベルを用いた有酸素運動である。バーベルの重さは調節でき、初心者は軽重量から始めることができる。定められたフォームで軽量バーベルを繰り返し上下させることで高い運動量を得ることができる。ボディパンプは頭文字をとって『BP』と称され、レズミルズプログラムのなかで最初に開発されたプログラムである。同時に日本で最初に導入されたレズミルズプログラムでもある。

## 特徴

### 定められたフォーム
- ボディパンプは軽量バーベルを用いて負荷を掛けた状態で行うので事故防止・安全の観点から正しいフォームが決められている。また運動効果の面からも理にかなっており、ウェイトを不必要に重くするよりはフォームを正しく守った方がはるかに効果的である。

脚（スクワット、ランジ）：膝がつま先より前に出ない。膝を曲げる角度は90度まで。前屈みにならない。
胸：胸の最も高い位置で上下させる。肘を曲げる角度は90度まで。
背中：肩胛骨を寄せて胸を張った状態で行う。クリーンアップの時は膝を曲げてキャッチする。
上腕三頭筋：肘を曲げる角度は90度まで。腕の幅は肩幅と同じ。脇をしめる。
上腕二頭筋：脇をしめ、肘を固定する。コリオやカウントによっては片足を少し後ろに引くと安定する。
ランジ：前後とも膝を曲げる角度は90度まで。

### 低負荷高回数
- それぞれの部分に充てられた時間は3-5分(曲目構成の前半ほど長く、後半ほど短い)。リズムを変化させて（後述の「プログラム中のカウントの取り方」を参照）100回程度の繰り返しがある。曲の中では短いインターバル(10秒程度)が1ないし2回あるのみ。よって持久力が鍛えられる。

- 通常、ウエイトトレーニングは10回程度しかトレーニングできない重量を使用し、高負荷・低回数のトレーニングが推奨される。こういったトレーニング方式は、筋肥大・筋瞬発力増大に効果的である。ボディパンプでは、軽い重量を使用し、100回以上の繰り返しトレーニングを行う。このような方式は、筋持久力の向上に効果的である。またこの事がボディパンプの主目的である。

- ボディパンプでも筋肥大が起こらないわけではない（同様にウエイトトレーニングでも筋持久力が向上しないというわけではない。）向上する比率が違うだけで、ボディパンプでは筋持久力が効率的に向上すると言われている。
- ボディパンプはトレーニングの間の回復時間を必要とするので少なくとも1日は開けて行う。週3回程度をレズミルズでは推奨している。

## 所要時間と構成

### ボディパンプテック（15分～20分）
- 初心者が怪我をしないようにするため、また正しい姿勢で運動を行うことで、運動効果を高めるために実施される。

### ボディパンプショート又はボディパンプ30（30分）
- ボディパンプを初めて日が浅い初心者・初級者向けのプログラム。ウォーミングアップ・脚・胸・背中・腹筋・クールダウンの全部で6曲が行われる。

### ボディパンプ35（35分）
- 30分クラスと同様に、初心者・初級者向けのプログラムだが、30分クラスとは多少構成が異なり、1～4曲目、7曲目（ランジ）と8曲目（肩）のいずれか1曲、9曲目（腹筋）クールダウン、合計7曲・35分構成となる。

### ボディパンプ45（45分）
- マスタークラスから、バイセップス（上腕二頭筋)、トライセプス(上腕三頭筋)のトレーニングを取り除いた8曲が対象になる。

### ボディパンプ45＊TB（45分）
- 「TB」はトータルボディを意味する。通常の5～8曲目（バイセップス、トライセプス、ランジ、ショルダー）の代わりにトータルボディトラック（バイセップスとトライセプス、ランジとショルダーを同時にトレーニングするトラック）2曲を行うとこで、45分クラスながらマスタークラス同様に全身のトレーニングを行うことができる。 トータルボディトラックはリリース103から追加されているが、マスタークラスを行う際にはトータルボディトラックを入れることはできない。

### ボディパンプ又はボディパンプマスター（60分）
- ボディパンププログラムのすべての曲（トータルボディトラックを除く）を行うクラス。全身の筋肉を系統的に鍛える事ができ、かつ運動量が高い。初心者が初めて参加する事は可能であるが負荷を軽くすることが推奨される。

## プログラムの内容
- 使用するバーとウエイト（プレート）はDon Oliver社製とLes Mills社製（LES MILLS SMARTBAR）がある。
- Don Oliver社製のバーとウエイト（プレート）
  - バーの規格は長さ1300mm x 内径25mmでクロム製である。
  - バーの重さは、端の部分にある色で区別されていて、赤が2.3kg、黒が2.0kg。日本国内ではこれ以外のバーを用いることはできない。
  - ウエイトには3種類あり、1kg, 2.5kg, 5kgがある。
  - バーへのウエイト装着は最大で5kg x 3枚装着可能（両側で6枚＝30kg）。
  - 4枚ずつ装着する事はウエイトをとめるカラー（留め金）が外れやすく危険であるためコナミスポーツクラブでは4枚装着することを禁止している。
- Les Mills社製のバー（LES MILLS SMARTBAR）とウエイト（プレート）
  - Don Oliver社のものとはプレートの着脱方法が異なる。
  - 第１世代と第２世代があり、バーやウエイトの形状が若干異なる。
  - ウエイトには6種類あり、1kg, 2.5kg, 3.7kg, 5kg, 7.5kg, 10kgがある（3.7kg, 7.5kg は第２世代のみ）。
  - ウエイトの中心に持ち手が付いており、直接ウエイトを持つ必要があるトラックでの扱いやすさが向上している。またウエイトを２枚まとめて片手で持つことも可能となっている。
  - バーへのウエイト装着は最大で10kg x 3枚装着可能（両側で6枚＝60kg）。
- 曲目構成とトレーニング内容については次の通り。

| 曲の順番                | ボディパンプ30 | ボディパンプ45 | ボディパンプTB | ボディパンプマスター | 主なトレーニング種目                                         |
| 1（ウォーミングアップ） | ●              | ●              | ●              | ●                    | 全身の筋肉を使う                                             |
| 2（スクワット(脚)）     | ●              | ●              | ●              | ●                    | スクワットが主体                                             |
| 3（胸）                 | ●              | ●              | ●              | ●                    | チェストプレス、プッシュアップ                               |
| 4（背中）               | ●              | ●              | ●              | ●                    | デッドロウ、デッドリフト、クリーン&プレスなど                |
| 5（上腕三頭筋）         | ×              | ×              | ×              | ●                    | エクステンション、トライセプスプッシュアップ、ディップスなど |
| 6（上腕二頭筋）         | ×              | ×              | ×              | ●                    | アームカールのみ                                             |
| 7（ランジ(脚)）         | ×              | ●              | ×              | ●                    | ランジが主体（※ごくまれに、ワイドスクワットが入る）          |
| 8（肩）                 | ×              | ●              | ×              | ●                    | プッシュアップ、サイドレイズ、フロントレイズなど             |
| (上腕三頭筋・二頭筋)    | ×              | ×              | ●              | ×                    |                                                              |
| （ランジ、ショルダー）  | ×              | ×              | ●              | ×                    |                                                              |
| 9（腹筋）               | ●              | ●              | ●              | ●                    | 腹筋運動が主体                                               |
| 10（クールダウン）      | ●              | ●              | ●              | ●                    | クールダウン                                                 |

- 使用曲については：レズミルズジャパン曲リストを参照
- コリオ（トレーニングのやり方）は「Les Mills International」によってほぼ3ヵ月毎に更新される

## プログラム中のカウントの取り方
- レッスン中は原則として、インストラクターの指示通りのスピード・カウントでトレーニングが行われる。ここでは代表的なカウントの取り方をあげておく。

| シングル(1/1)       | 最も一般的な形。通常のウエイトトレーニングで行われるスピードと思ってよい。                                                                                               |
| ツーツー(2/2)       | シングルの半分のスピードでゆっくり行い、筋肉に刺激を加える。 下がり切った所やあがりきったところで止めてはいけない （危険ではないのだがトレーニング効果が薄くなる）       |
| スリーワン(3/1)     | 3カウントであげて1カウントでさげる。またはその逆 |
| ワンスリー(1/3)     | 1カウントであげて3カウントでさげる。またはその逆 |
| ワンワンツー(1/1/2) | 1カウントであげて１カウントホールドし２カウントでさげる。またはその逆 |
| スーパースロー(4/4) | 4カウントかけてゆっくりと上げ、また4カウントかけてゆっくり下げる。 下がり切った所やあがりきったところで止めてはいけない （危険ではないのだがトレーニング効果が薄くなる） |

- また、これらのカウントを組み合わせて行うモーションもあり、コンビネーションと呼ぶ。（多くの場合2/2 1回と1/1 2回のコンビネーション）
- これらのカウントはボディパンプだけではなく、例えばボディコンバットの筋力コンディショニングのような、他プログラムおける腹筋・腕立て伏せ（プッシュアップ）でも用いられる。